# 크리켓 와이어리스
크리켓 와이어리스(영어: Cricket Wireless)는 미국의 무선 통신 서비스 제공업체로, AT&T의 자회사이다.

## 같이 보기
- AT&T 모빌리티